# Ареньш-да-Мар
Аре́ньш-да-Мар (кат. Arenys de Mar, вимова літературною каталанською [ə'ɾεɲʃ də'maɾ]) — муніципалітет, розташований в Автономній області Каталонія, в Іспанії. Код муніципалітету за номенклатурою Інституту статистики Каталонії — 80060. Знаходиться у районі (кумарці) Марезма (коди району — 21 та MM) провінції Барселона, згідно з новою адміністративною реформою перебуватиме у складі баґарії (округи) Барселона. 

## Назва муніципалітету
Назва муніципалітету походить від лат. arēnium або arēnĕum, що у свою чергу походить від лат. arēna — арена, площа. Слова Areny має кілька значень у сучасній каталанській мові : (1) джерело, місце, звідки тече струмок, (2) берег річки, засаджений деревами для того, щоб укріпити його, (3) висохле русло річки (те саме значення має слово rambla, див. Ла-Рамбла). Слово Mar походить від лат. mare — море. Отже у перекладі назва муніципалітету означає «площа біля моря»..

## Населення
Населення міста (у 2007 р.) становить 14.449 осіб (з них менше 14 років — 14,3%, від 15 до 64 — 67,5%, понад 65 років — 18,2%). У 2006 р. народжуваність склала 146 осіб, смертність — 143 особи, зареєстровано 77 шлюбів. У 2001 р. активне населення становило 6.207 осіб, з них безробітних — 598 осіб.

Серед осіб, які проживали на території міста у 2001 р., 9.271 народилися в Каталонії (з них 5.694 особи у тому самому районі, або кумарці), 2.684 особи приїхали з інших областей Іспанії, а 880 осіб приїхало з-за кордону. 

Вищу освіту має 13,5% усього населення. 

У 2001 р. нараховувалося 4.591 домогосподарство (з них 21,3% складалися з однієї особи, 27,5% з двох осіб,21,6% з 3 осіб, 20,7% з 4 осіб, 6,3% з 5 осіб, 1,9% з 6 осіб, 0,4% з 7 осіб, 0,3% з 8 осіб і 0% з 9 і більше осіб).

Активне населення міста у 2001 р. працювало у таких сферах діяльності : у сільському господарстві — 4,6%, у промисловості — 20,7%, на будівництві — 9,6% і у сфері обслуговування — 65,1%. 

 У муніципалітеті або у власному районі (кумарці) працює 4.080 осіб, поза районом — 3.013 осіб.

### Доходи населення
У 2002 р. доходи населення розподілялися таким чином :
| \| Доходи населення за статтями доходів \| Доходи населення за статтями доходів \| Доходи населення за статтями доходів \| \| Рік \| 2002 р. \| 2001 р. \| \| ------------------------------------ \| ------------------------------------ \| ------------------------------------ \| \| Заробітна платня \| 57,3% \| 57,3% \| \| Доходи від ведення бізнесу \| 26,9% \| 26,6% \| \| Соціальна допомога \| 15,8% \| 16,1% \| |         |         |
| Доходи населення за статтями доходів |         |         |
| Рік | 2002 р. | 2001 р. |
| Заробітна платня | 57,3%   | 57,3%   |
| Доходи від ведення бізнесу | 26,9%   | 26,6%   |
| Соціальна допомога | 15,8%   | 16,1%   |

### Безробіття
У 2007 р. нараховувалося 574 безробітних (у 2006 р. — 569 безробітних), з них чоловіки становили 40,8%, а жінки — 59,2%.

## Економіка
У 1996 р. валовий внутрішній продукт розподілявся по сферах діяльності таким чином :
| \| Валовий внутрішній продукт \| Валовий внутрішній продукт \| Валовий внутрішній продукт \| \| Рік \| 1996 р. \| 1991 р. \| \| -------------------------- \| -------------------------- \| -------------------------- \| \| Сільське господарство \| 5,8% \| 0% \| \| Промисловість \| 12,2% \| 0% \| \| Будівництво \| 9,5% \| 0% \| \| Послуги \| 72,5% \| 0% \| |         |         |
| Валовий внутрішній продукт |         |         |
| Рік | 1996 р. | 1991 р. |
| Сільське господарство | 5,8%    | 0%      |
| Промисловість | 12,2%   | 0%      |
| Будівництво | 9,5%    | 0%      |
| Послуги | 72,5%   | 0%      |

### Підприємства міста

#### Промислові підприємства
| \| Промислові підприємства міста, за сферою діяльності \| Промислові підприємства міста, за сферою діяльності \| Промислові підприємства міста, за сферою діяльності \| \| Рік \| 2002 р. \| 2001 р. \| \| --------------------------------------------------- \| --------------------------------------------------- \| --------------------------------------------------- \| \| Енергетичні та водні ресурси \| 1,1% \| 0% \| \| Хімія та метали \| 4,3% \| 5,3% \| \| Переробка металів \| 25,5% \| 26,3% \| \| Продукти харчування \| 5,3% \| 5,3% \| \| Текстиль \| 27,7% \| 30,5% \| \| Виробництво меблів, видання \| 23,4% \| 21,1% \| \| Інше \| 12,8% \| 11,6% \| \| Усього підприємств \| 94 \| 95 \| |         |         |
| Промислові підприємства міста, за сферою діяльності |         |         |
| Рік | 2002 р. | 2001 р. |
| Енергетичні та водні ресурси | 1,1%    | 0%      |
| Хімія та метали | 4,3%    | 5,3%    |
| Переробка металів | 25,5%   | 26,3%   |
| Продукти харчування | 5,3%    | 5,3%    |
| Текстиль | 27,7%   | 30,5%   |
| Виробництво меблів, видання | 23,4%   | 21,1%   |
| Інше | 12,8%   | 11,6%   |
| Усього підприємств | 94      | 95      |

#### Роздрібна торгівля
| \| Підприємства роздрібної торгівлі міста, за сферою діяльності \| Підприємства роздрібної торгівлі міста, за сферою діяльності \| Підприємства роздрібної торгівлі міста, за сферою діяльності \| \| Рік \| 2002 р. \| 2001 р. \| \| ------------------------------------------------------------ \| ------------------------------------------------------------ \| ------------------------------------------------------------ \| \| Продукти харчування \| 38,3% \| 37,5% \| \| Одяг та взуття \| 15% \| 16,7% \| \| Товари для дому \| 13,2% \| 12% \| \| Книги та періодичні видання \| 1,9% \| 2,5% \| \| Промислова хімічна продукція \| 6,4% \| 6,5% \| \| Продукція, пов'язана з транспортними засобами \| 5,3% \| 4,4% \| \| Інше \| 19,9% \| 20,4% \| \| Усього підприємств \| 266 \| 275 \| |         |         |
| Підприємства роздрібної торгівлі міста, за сферою діяльності |         |         |
| Рік | 2002 р. | 2001 р. |
| Продукти харчування | 38,3%   | 37,5%   |
| Одяг та взуття | 15%     | 16,7%   |
| Товари для дому | 13,2%   | 12%     |
| Книги та періодичні видання | 1,9%    | 2,5%    |
| Промислова хімічна продукція | 6,4%    | 6,5%    |
| Продукція, пов'язана з транспортними засобами | 5,3%    | 4,4%    |
| Інше | 19,9%   | 20,4%   |
| Усього підприємств | 266     | 275     |

#### Сфера послуг
| \| Підприємства міста, що працюють у сфері послуг, за діяльністю \| Підприємства міста, що працюють у сфері послуг, за діяльністю \| Підприємства міста, що працюють у сфері послуг, за діяльністю \| \| Рік \| 2002 р. \| 2001 р. \| \| ------------------------------------------------------------- \| ------------------------------------------------------------- \| ------------------------------------------------------------- \| \| Гуртова торгівля \| 11,9% \| 12,6% \| \| Готелі та готельний бізнес \| 23,7% \| 25,9% \| \| Транспорт та зв'язок \| 9,6% \| 8% \| \| Посередницькі фінансові послуги \| 4,7% \| 4,4% \| \| Послуги підприємствам \| 8,2% \| 8% \| \| Послуги фізичним особам \| 30,4% \| 30,6% \| \| Нерухомість та ін. \| 11,5% \| 10,4% \| \| Усього підприємств \| 427 \| 451 \| |         |         |
| Підприємства міста, що працюють у сфері послуг, за діяльністю |         |         |
| Рік | 2002 р. | 2001 р. |
| Гуртова торгівля | 11,9%   | 12,6%   |
| Готелі та готельний бізнес | 23,7%   | 25,9%   |
| Транспорт та зв'язок | 9,6%    | 8%      |
| Посередницькі фінансові послуги | 4,7%    | 4,4%    |
| Послуги підприємствам | 8,2%    | 8%      |
| Послуги фізичним особам | 30,4%   | 30,6%   |
| Нерухомість та ін. | 11,5%   | 10,4%   |
| Усього підприємств | 427     | 451     |

## Житловий фонд
У 2001 р. 7,5% усіх родин (домогосподарств) мали житло метражем до 59 м², 43,5% — від 60 до 89 м², 32% — від 90 до 119 м² і
17% — понад 120 м².

З усіх будівель у 2001 р. 29,6% було одноповерховими, 37% — двоповерховими, 15,4
% — триповерховими, 7,8% — чотириповерховими, 5,8% — п'ятиповерховими, 3,1% — шестиповерховими,
1% — семиповерховими, 0,3% — з вісьмома та більше поверхами.

## Автопарк
| \| Автомобілі, зареєстровані у місті, за призначенням \| Автомобілі, зареєстровані у місті, за призначенням \| Автомобілі, зареєстровані у місті, за призначенням \| \| Рік \| 2006 р. \| 2005 р. \| \| -------------------------------------------------- \| -------------------------------------------------- \| -------------------------------------------------- \| \| Приватні автомобілі \| 69,7% \| 70,5% \| \| Мотоцикли \| 14,2% \| 13,4% \| \| Вантажівки \| 14,2% \| 14,1% \| \| Трактори \| 0,2% \| 0,2% \| \| Автобуси та ін. \| 1,8% \| 1,8% \| \| Усього автомобілів \| 9.184 шт. \| 8.780 шт. \| |           |           |
| Автомобілі, зареєстровані у місті, за призначенням |           |           |
| Рік | 2006 р.   | 2005 р.   |
| Приватні автомобілі | 69,7%     | 70,5%     |
| Мотоцикли | 14,2%     | 13,4%     |
| Вантажівки | 14,2%     | 14,1%     |
| Трактори | 0,2%      | 0,2%      |
| Автобуси та ін. | 1,8%      | 1,8%      |
| Усього автомобілів | 9.184 шт. | 8.780 шт. |

## Вживання каталанської мови
У 2001 р. каталанську мову у місті розуміли 96,5% усього населення (у 1996 р. — 97%), вміли говорити нею 79,7% (у 1996 р. — 
84%), вміли читати 79,3% (у 1996 р. — 80,3%), вміли писати 55,9
% (у 1996 р. — 51,9%). Не розуміли каталанської мови 3,5%.

## Політичні уподобання
У виборах до Парламенту Каталонії у 2006 р. взяло участь 6.440 осіб (у 2003 р. — 6.962 особи). Голоси за політичні сили розподілилися таким чином:
| \| Вибори до Парламенту Каталонії \| Вибори до Парламенту Каталонії \| Вибори до Парламенту Каталонії \| \| Рік \| 2006 р. \| 2003 р. \| \| -------------------------------------- \| ------------------------------ \| ------------------------------ \| \| Конвергенція та Єднання (CiU) \| 38% \| 38,9% \| \| Соціалістична партія Каталонії (PSC) \| 21,4% \| 23,5% \| \| Народна партія (PP) \| 9% \| 10,9% \| \| Ініціатива за Каталонію — Зелені (ICV) \| 8,7% \| 4,8% \| \| Республіканська лівиця Каталонії (ERC) \| 18% \| 21,1% \| \| Громадяни — Громадянська партія (C's) \| 2,7% \| 0% \| \| Інші \| 2,3% \| 0,8% \| |         |         |
| Вибори до Парламенту Каталонії |         |         |
| Рік | 2006 р. | 2003 р. |
| Конвергенція та Єднання (CiU) | 38%     | 38,9%   |
| Соціалістична партія Каталонії (PSC) | 21,4%   | 23,5%   |
| Народна партія (PP) | 9%      | 10,9%   |
| Ініціатива за Каталонію — Зелені (ICV) | 8,7%    | 4,8%    |
| Республіканська лівиця Каталонії (ERC) | 18%     | 21,1%   |
| Громадяни — Громадянська партія (C's) | 2,7%    | 0%      |
| Інші | 2,3%    | 0,8%    |

У муніципальних виборах у 2007 р. взяло участь 5.891 особа (у 2003 р. — 6.540 осіб). Голоси за політичні сили розподілилися таким чином:
| \| Муніципальні вибори \| Муніципальні вибори \| Муніципальні вибори \| \| Рік \| 2007 р. \| 2003 р. \| \| -------------------------------------- \| ------------------- \| ------------------- \| \| Конвергенція та Єднання (CiU) \| 33,4% \| 40,2% \| \| Соціалістична партія Каталонії (PSC) \| 22,9% \| 23,1% \| \| Народна партія (PP) \| 7,7% \| 10% \| \| Ініціатива за Каталонію — Зелені (ICV) \| 12,1% \| 8,7% \| \| Республіканська лівиця Каталонії (ERC) \| 16,5% \| 17,9% \| \| Громадяни — Громадянська партія (C's) \| 0% \| 0% \| \| Інші \| 7,5% \| 0% \| |         |         |
| Муніципальні вибори |         |         |
| Рік | 2007 р. | 2003 р. |
| Конвергенція та Єднання (CiU) | 33,4%   | 40,2%   |
| Соціалістична партія Каталонії (PSC) | 22,9%   | 23,1%   |
| Народна партія (PP) | 7,7%    | 10%     |
| Ініціатива за Каталонію — Зелені (ICV) | 12,1%   | 8,7%    |
| Республіканська лівиця Каталонії (ERC) | 16,5%   | 17,9%   |
| Громадяни — Громадянська партія (C's) | 0%      | 0%      |
| Інші | 7,5%    | 0%      |

## Відомі люди
- Сеск Фабрегас — футболіст, чемпіон світу та Європи в складі збірної Іспанії